# Hans Karlinger
Hans Karlinger (* 8. März 1882 in München; † 8. September 1944 ebenda) war ein deutscher Kunsthistoriker und Ordinarius an der RWTH Aachen und der TH München.

## Leben und Wirken
Nach dem Abitur 1902 am Wilhelmsgymnasium München studierte Karlinger Kunstgeschichte und promovierte im Jahr 1909 zum Dr. phil. Anschließend erhielt er eine Anstellung im Bayerischen Generalkonservatorium für Denkmalpflege. Im Jahr 1919 übertrug man ihm die Stelle des Kustos für die Architektursammlung der mit dem Generalkonservatorium kooperierenden Architektursammlung der Technischen Hochschule München, an der er sich ein Jahr später auch habilitierte. Danach übernahm ihn die Fakultät für Architektur der Technischen Hochschule München zunächst als Privatdozenten und ab 1923 als Extraordinarius. Im Jahr 1926 folgte er einem Ruf an die RWTH Aachen, wo er als Nachfolger von Max Schmid-Burgk die Stelle des Ordinarius für Kunstgeschichte erhielt und zugleich zum Direktor des an der Hochschule angegliederten Reiff-Museums ernannt wurde. 
Doch bald stellte sich bei ihm eine gewisse Unzufriedenheit mit der Aachener Hochschule ein, die sich beispielsweise darin zeigte, dass er die Sammlung des Reiff-Museums kuratorisch nicht mehr akkurat betreute, wodurch sie aus dem Blickfeld der universitären und öffentlichen Wahrnehmung rückte. Aber auch die Anpassungsschwierigkeiten an das Leben in der rheinischen Grenzstadt Aachen (im Gegensatz zur Landeshauptstadt und Kulturmetropole München) und Probleme mit dem aufkommenden nationalsozialistischen System ließen ihn immer häufiger erkranken. Daraufhin entschloss er sich 1932, an die Technische Hochschule München zurückzukehren, wo er ebenfalls als Ordinarius für Kunstgeschichte mit dem Arbeitsgebiet Romanik und deutsche Volkskunst in Bayern übernommen wurde. Hier wirkte Karlinger bis zu seinem frühen Tod im Jahr 1944 im Alter von 62 Jahren. Sein Sohn war der Romanist und Ethnologe Felix Karlinger, langjähriger Universitätsprofessor in Salzburg.

## Schriften (Auswahl)
Neben fast 200 Aufsätzen umfassen seine Werke 35 Bücher, darunter: 
- Bezirksamt Ebern (= Die Kunstdenkmäler des Königreichs Bayern. Band 3: Die Kunstdenkmäler von Unterfranken & Aschaffenburg. Heft 15). Oldenbourg, München 1916.
- Die bairischen Bauerntrachten. Beiträge zu ihrer Geschichte (= Bayerische Hefte für Volkskunde. Jg. 5, Heft 1/2, ZDB-ID 511717-3). Bayerischer Landesverein für Heimatschutz, München 1918.
- Bezirksamt Eggenfelden (= Die Kunstdenkmäler von Bayern. Band 4, 8: Die Kunstdenkmäler von Niederbayern. Heft 8). Oldenbourg, München 1923.
- Die romanische Steinplastik in Altbayern und Salzburg 1050–1260. Filser, Augsburg 1924.
- Die Kunst der Gotik (= Propyläen-Kunstgeschichte. Bd. 7). Propyläen-Verlag, Berlin 1926.
- Theodor Fischer. Ein deutscher Baumeister. Callwey, München 1932.
- München und die deutsche Kunst des XIX. Jahrhunderts (= Bayerische Heimatbücher. Bd. 6, ZDB-ID 991201-0). Knorr & Hirth, München 1933.
- Im Raum der oberen Donau. Kunst, Landschaft und Volkstum. Pustet, Salzburg u. a. 1937.
- Deutsche Volkskunst. Propyläen-Verlag, Berlin 1938.
- Zahl und Maß. Zehn Aufsätze vom Ausdruck und Inhalt der gotischen Welt. Gallus-Verlag, Wien, 1944.